# Infinidat
Infinidat — израильско-американская компания по хранению данных.

## История
Компания Infinidat была основана Моше Янаем в 2011 году. К 2015 году компания была оценена в 1,2 миллиарда долларов, а в 2017 году — в 1,6 миллиарда долларов. У компании есть офисы в 17 странах и две штаб-квартиры: одна в Уолтеме, Массачусетс, и одна в Герцлии, Израиль.
В январе 2025 года Леново объявила о желании приобрести Infinidat.

## InfiniBox
В 2013 году компания подала тридцать девять патентов, а позже в том же году выпустила свой флагманский продукт, InfiniBox. Продукт использует алгоритмы машинного обучения, чтобы повысить эффективность недорогого оборудования. Каждая система первоначально управляла примерно пятью петабайтами данных. По состоянию на октябрь 2017 года компания отправила своим клиентам около двух эксабайт хранилищ. Компания использует обычные и флеш-накопители, и её производительность 1,3 млн. IOPS и надежность составляет 99,99999 %. Продукт используется крупными корпорациями и клиентами, в том числе поставщиками облачных услуг, телекоммуникационными компаниями, фирмами, предоставляющими финансовые услуги, поставщиками медицинских услуг и другими, которым требуется большое количество данных.

## Финансирование
В 2015 году компания получила финансирование в размере 150 миллионов долларов США во время раунда серии B во главе с TPG Growth. В 2017 году компания получила финансирование в размере 95 млн долл. США в раунде серии C во главе с Goldman Sachs. На данном этапе компания получила 325 миллионов долларов в общем объёме финансирования.

## Рейтинги
В 2017 году Infinidat выигрывает золото Best in Biz Awards 2017 в номинации «Самая инновационная компания».
В 2018 году INFINIDAT назван лидером в Gartner Magic Quadrant для универсальных СХД.
В феврале 2019 года Gartner Peer Insights признал Infinidat выбором клиентов для дисковых массивов общего назначения — 4,9 из 5,0 возможных при более чем 100 отзывах